# Thụ tinh trong

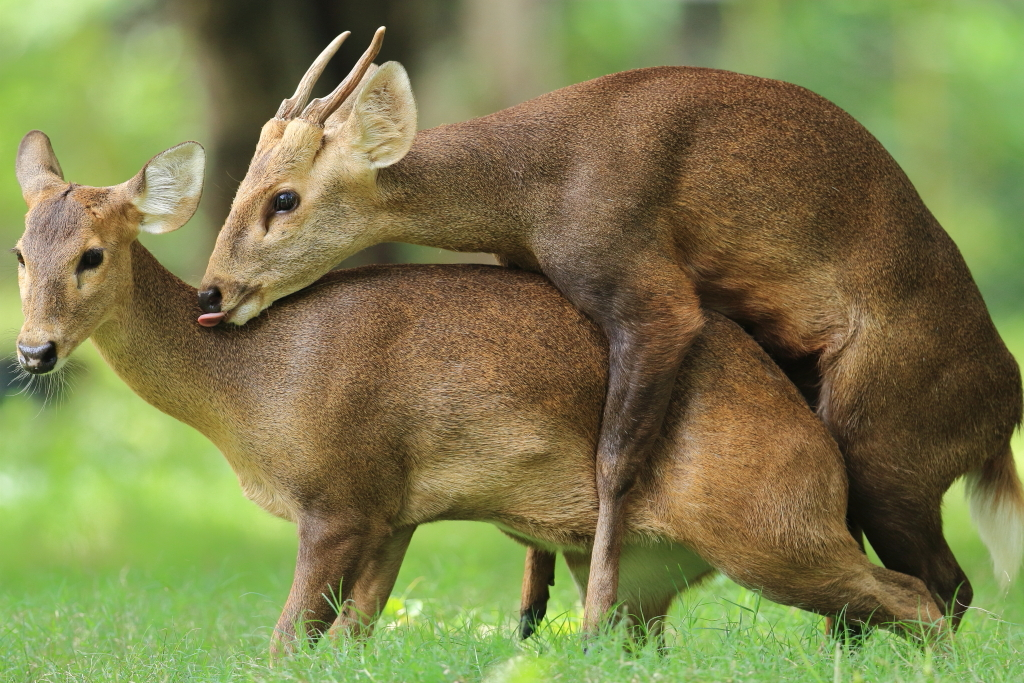
Cận cảnh đôi hoẵng đang giao phối, dương vật của con đực đã thâm nhập vào bộ phận sinh dục cái, mở đầu cho quá trình thụ tinh trong

Thụ tinh trong (Internal fertilization) là sự kết hợp giữa tế bào trứng với tinh trùng trong quá trình sinh sản hữu tính xảy ra bên trong cơ thể của bố mẹ (thường là cơ thể của mẹ). Để điều này xảy ra, cần có một phương pháp cách thức để giống đực (nam giới, con trống) đưa, truyền tinh trùng vào đường sinh sản của giống cái (nữ giới, con mái). Ở các loài động vật có vú, bò sát, một số loài chim, một số loài cá và một số nhóm động vật khác, điều này được thực hiện bằng cách giao phối, phối giống (giao cấu, giao hợp), theo cách này, dương vật hoặc cơ quan nội tạng khác của con đực còn gọi là cơ quan sinh dục đực sẽ được đưa (thâm nhập) vào cơ quan sinh dục cái như âm đạo hoặc lỗ huyệt (cloaca).

## Tổng quan
Ở hầu hết các loài chim, phương pháp chọc lỗ huyệt thường được sử dụng, hai con vật ấn ghép cơ quan của chúng lại với nhau trong khi truyền tinh trùng. Các loài kỳ nhông, nhện, một số côn trùng và một số động vật thân mềm thực hiện thụ tinh bên trong bằng cách chuyển một lượng cơ số tinh trùng, một mẻ tinh trùng, từ con đực sang con cái. Sau khi thụ tinh, phôi được tạo ra dưới dạng trứng trong các sinh vật noãn hoặc trong các sinh vật sống, tiếp tục phát triển bên trong đường sinh sản của người mẹ để sinh ra sau này khi còn sống. Ở một số động vật như trong bọt biển thụ tinh là cơ chế thụ tinh nội bộ. 
So với thụ tinh ngoài, thụ tinh trong có ưu điểm là các động vật trên cạn có các cơ quan sinh dục phục để vận chuyển tinh dịch từ cơ thể con đực sang cái, sự thụ tinh sẽ được xảy ra trong cơ thể con cái, điều này giúp cho quá trình mang thai trong cơ thể mẹ được an toàn hơn. Thụ tinh trong sẽ cho hiệu suất thụ tinh cao hơn vì tinh và phôi sẽ không bị thất lạc, bị đánh cắp như thụ tinh ngoài, tỷ lệ con non nở và sinh ra cao hơn do cơ quan sinh sản hoàn thiện hơn, thường những động vật thụ tinh trong thì số lượng con sẽ ít hơn so với thụ tinh ngoài ví dụ như những loài động vật có vú bậc cao thì chỉ đẻ mỗi lứa tối đa khoảng 9–10 con, nhiều loài chỉ 1–2 con, trong khi các loài như cá, ếch nhái mỗi lần thụ tinh đẻ đến hàng trăm, ngàn con

## Phương pháp
Việc thụ tinh diễn ra bên trong cơ thể con cái được gọi là thụ tinh bên trong động vật được thực hiện thông qua các cách khác nhau sau đây:
- Sự giao phối (giao hợp, giao cấu) bao gồm việc đưa dương vật hoặc cơ quan nội tạng khác vào âm đạo (ở hầu hết các động vật có vú) hoặc đến lỗ huyệt trong các loài đơn bào, hầu hết các loài bò sát, một số loài chim, ếch lưỡng cư và một số loài cá, khủng long, cũng như trong nhiều loài động vật không có xương sống khác.
- Thông lỗ huyệt: trong đó bao gồm hai con vật chạm vào các cơ quan của chúng với nhau để truyền tinh trùng của con đực sang con cái. Nó được sử dụng ở hầu hết các loài chim và trong tuatara, không có cơ quan nội tạng.
- Via spermatophore: Thông qua tinh trùng, một nắp chứa tinh trùng được tạo ra bởi con trống trong lỗ huyệt của con mái. Thông thường, tinh trùng được lưu trữ trong tinh trùng trên mái của lỗ huyệt cho đến khi cần thiết tại thời điểm rụng trứng. Nó được sử dụng bởi một số loài kỳ nhông và sa giông, các loài thuộc lớp nhện, một số côn trùng và một số động vật thân mềm.
- Trong các loài bọt biển, các tế bào tinh trùng được giải phóng vào nước để thụ tinh ova mà ở một số loài cũng được giải phóng (thụ tinh bên ngoài) và ở những cá thể khác được giữ lại bởi "mẹ" (thụ tinh bên trong).

## Xuất ra
Tại một số thời điểm, trứng hoặc con cái đang phát triển phải bị trục xuất ra bên ngoài. Có một số chế độ sinh sản có thể. Đây là những truyền thống được phân loại như sau:
- Cơ quan sinh sản đực như Buồng trứng, như trong hầu hết các loài côn trùng và bò sát, đơn bào, khủng long và tất cả các loài chim đẻ trứng tiếp tục phát triển sau khi được thụ tinh và nở sau đó.
- Mang thai - Viviparity, như trong hầu hết tất cả các động vật có vú (như cá voi, chuột túi và con người) mang con còn sống. Những con non đang phát triển dành nhiều thời gian hơn trong đường sinh sản của con mẹ. Những con non sau đó được thả ra để tự sinh tồn, với sự giúp đỡ khác nhau từ cha mẹ của loài.
- Noãn thai sinh - Ovoviviparity, như ở rắn, hầu hết các loài rắn lục và gián Madagascar, có trứng (có vỏ) nở ra khi chúng được thụ tinh, làm cho nó giống như sinh ra sống.

## Ở người

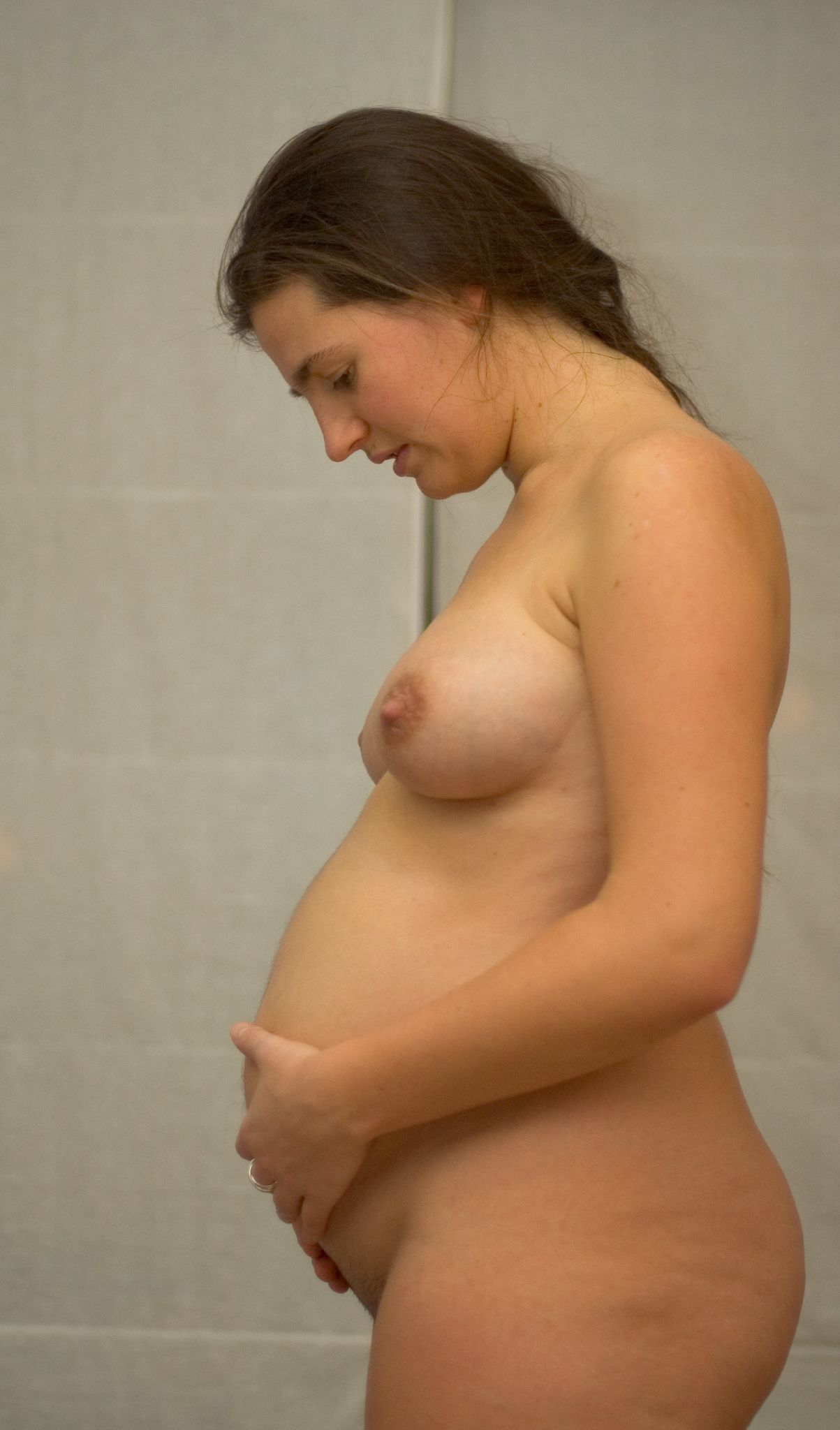
Một phụ nữ mang thai 26 tuần

Loài người là động vật đặc trưng cho việc thụ tinh trong, không kể đến các phương pháp thụ tinh nhân tạo thì một cặp vợ chồng hoặc bạn tình sẽ thực hiện nghi thức quan hệ tình dục (giao hợp), dương vật của đàn ông sẽ thâm nhập vào âm đạo người phụ nữ và xuất tinh (phóng tinh) ngay trong cơ quan sinh dục nữ, thường kèm theo cực khoái ở hai giới. Nếu chỉ tính mang thai tự nhiên thì thụ thai sẽ bắt đầu khi một người đàn ông và một người phụ nữ quan hệ tình dục với nhau, người đàn ông phóng tinh dịch vào âm đạo của người phụ nữ. Mỗi lần phóng tinh, trong tinh dịch có thể chứa khoảng 150 triệu tinh trùng tiến vào ống dẫn trứng nhưng chúng phải bơi với tốc độ nhanh nhất có thể vì tinh trùng sẽ chết sau 12–48 giờ rụng trứng. 
Ngoài ra, quá trình thụ tinh có thể xảy ra ở các bộ phận khác của tử cung hoặc thâm chị là bên ngoài đường sinh dục. Những trường hợp này được gọi là mang thai ngoài tử cung, thai sẽ không thể giữ lại và cũng gây nguy hiểm lớn cho người mẹ. Một khi tinh trùng đã vào tử cung, các cơn co thắt sẽ đẩy tinh trùng tiến vào ống dẫn trứng. Tinh trùng đầu tiên nhập vào ống vài phút sau khi xuất tinh. Tuy nhiên, tinh trùng đầu tiên có thể không phải là tinh trùng thụ tinh. Tinh trùng có thể sống sót trong hệ thống sinh dục nữ trong vòng 5 ngày. Quá trình thụ thai được tính từ khi trứng thụ tinh tới khi phôi thai làm tổ được trong tử cung. Sau khi thụ tinh 3–4 ngày, trứng bắt đầu di chuyển ra khỏi ống dẫn trứng để vào tử cung, tìm nơi làm tổ.